# Howard Graham Buffett
Howard Graham Buffett (nascido em 16 de dezembro de 1954) é um empresário norte-americano, ex-político, filantropo, fotógrafo, fazendeiro e conservacionista.  Ele é o filho do meio do investidor bilionário Warren Buffett. Ele recebeu o nome em homenagem a Howard Buffett, seu avô, e Benjamin Graham, o professor favorito de Warren Buffett.

## Vida pessoal
Howard G. Buffett cresceu em Omaha, Nebraska, com dois irmãos – a irmã mais velha Susan e o irmão mais novo Peter. Ele atua em negócios, política, agricultura, conservação, fotografia e filantropia. Em agosto de 1977, ele se casou com Marcia Sue Duncan.  Também em 1977, ele começou a cultivar em Tekamah, Nebraska.  Seu pai comprou a propriedade por US$760.000 e cobrou aluguel dele. 

## Negócios
Buffett foi vice-presidente corporativo e assistente do presidente da Archer Daniels Midland Company de 1992 a 1995, diretor da Archer Daniels Midland Company de 1991 a 1995, diretor do conselho de administração do The GSI Group de 1995 a 2001, diretor da ConAgra Foods de 2002 a 2006, diretor da Agro Tech Foods Ltd. até 26 de outubro de 2006 e diretor da Sloan Implement. Ele se tornou diretor da Lindsay Corporation em 1995 e atuou como presidente por um ano, de 2002 a 2003.   e em 2008, anunciou que deixaria seu mandato como diretor expirar em janeiro de 2010. 
Howard G. Buffett é diretor da The Coca-Cola Company desde 9 de dezembro de 2010. De 1993 a 2004 foi diretor da Coca-Cola Enterprises, a maior engarrafadora de Coca-Cola do mundo. 
Em dezembro de 2011, Warren Buffett disse à CBS News que gostaria que seu filho Howard o sucedesse como presidente não executivo da Berkshire Hathaway. 

## Mídia
Buffett publicou oito livros sobre conservação, vida selvagem e a condição humana, e escreveu artigos de opinião para o The Wall Street Journal e o The Washington Post.  Em 1996, Harvard publicou sua tese, A Parceria da Biodiversidade e Produção Agrícola de Alto Rendimento.
Durante a invasão russa da Ucrânia em 2022 e 2023, Howard G. Buffet defendeu um maior apoio dos EUA à Ucrânia em uma série de aparições na TV.  

## Filantropia
Buffett atua ou atuou no Conselho de Consultores da National Geographic, no Conselho Nacional do World Wildlife Fund, no Cougar Fund, nos capítulos de Illinois e Nebraska da Nature Conservancy, na Ecotrust e na Africa Foundation. Buffett fundou o Nature Conservation Trust, um fundo sem fins lucrativos na África do Sul para apoiar a conservação das chitas, a International Cheetah Conservation Foundation,  e foi um dos diretores fundadores do The Cougar Fund. Em outubro de 2007, Buffett foi nomeado Embaixador da Boa Vontade Contra a Fome pelo Programa Mundial de Alimentos das Nações Unidas.   Mais tarde, ele se juntou aos conselhos da Fundação Barefoot e da Campanha ONE.   Em março de 2010, Buffett tornou-se membro da Iniciativa do Congo Oriental, fundada por Ben Affleck. “Juntei-me a Ben neste esforço porque acredito firmemente no investimento em soluções sustentáveis para os desafios humanitários”, disse ele.  No ano seguinte, em 2011, Buffett uniu forças com a Fundação Bridgeway para financiar um programa. 